# David Xirgu
David Xirgu (* 2. Juni 1963 in Badalona) ist ein spanischer Jazzmusiker (Schlagzeug).

## Leben und Wirken
Xirgu kam bereits als Kind über die Plattensammlung seines Vaters mit Jazz in Berührung. Bis zum 17. Lebensjahr erhielt er klassischen Klavierunterricht und Gehörbildung am Conservatori Superior de Música del Liceu in Barcelona. Das Schlagzeug, das er zunächst als Autodidakt lernte, stand aber im Zentrum seines Interesses. Auf diesem wurde er dann von Aldo Caviglia, Zé Eduardo und Lluís Vidal an den Taller de Músics unterwiesen, wo er selbst zwischen 1985 und 1992 lehrte. Dann nahm er in New York Privatunterricht bei Charlie Persip und Vernel Fournier. Seit 2001 lehrt er als Professor an der Escola Superior de Música de Catalunya; seit 2008 ist er auch auf einer Teilzeitprofessur im Jazzstudiengang des Liceu-Conservatori tätig.
Seit 1985 gehörte Xirgu zu vielen Gruppen in der Region Barcelona; bald arbeitete er auch mit Tete Montoliu, Lluis Vidal, Andrzej Olejniczak, Carme Canela, dem David Mengual Mosaic Nonet sowie Guillermo Klein. Er leitete zudem eigene Bands, aktuell sein Trio Ugrix. Weiterhin spielte er mit John Abercrombie, Dave Douglas, Vince Mendoza, Dave Liebman, Fred Hersch, Norma Winstone, Mark Feldman, Kurt Rosenwinkel, Art Farmer, Charles Tolliver, Dave Schnitter, Chris Cheek, Mulgrew Miller, Lalo Schifrin und Giulia Valle. Er begleitete auch Ana Belén und Miguel Ríos. Er ist auf mehr als 80 Tonträgern dokumentiert.
Xirgu hat Auszeichnungen von Radio Nacional de España, der Associació de Músics de Jazz i Música Moderna, dem katalanischen Musikmagazin Enderrock sowie eine Latin-Grammy-Nominierung für Adrián Iaies’ Tango Reflections erhalten.

## Diskographische Hinweise
- Ugrix (Jazzle 1997, mit Gorka Benítez, Daniel Pérez, Raimón Ferrer)
- Indolents (Fresh Sound New Talent 2000)
- Gorka Benítez, David Xirgu, Ben Monder: Gasteiz (Fresh Sound 2014)
- Gorka Benítez, David Xirgu: Quiero volver a marte otra vez (Fresh Sound 2016)